# Asamangulia horni
Asamangulia horni es un coleóptero de la familia Chrysomelidae.
Fue descrita científicamente por primera vez en 1927 por Uhmann.